# Кормильцев, Илья Валерьевич
Илья́ Вале́рьевич Корми́льцев (26 сентября 1959, Свердловск — 4 февраля 2007, Лондон) — русский поэт, писатель, переводчик с английского, итальянского и французского языков, музыкальный и литературный критик, основной автор текстов песен группы «Наутилус Помпилиус», основатель и главный редактор издательства «Ультра.Культура» (2003—2007).

## Биография

### Семья и ранние годы
Илья Кормильцев родился 26 сентября 1959 года в Свердловске. Его прапрадед был одним из немцев, которые по приглашению Екатерины II переехали в Россию, по линии матери в родне были польские корни. Дед будущего поэта, Виктор Александрович Кормильцев, был доцентом Горного института, а позднее — первым секретарём Ленинского райкома КПСС. В хрущёвские годы он вернулся к преподаванию. Его сын, отец Ильи, Валерий Викторович Кормильцев учился в том же Горном университете и в нём познакомился с будущей женой — Светланой Зворской. Поженившись на последних курсах, они вскоре стали родителями, но спустя два года развелись. От второго брака отца у Ильи Кормильцева появился младший брат Евгений, который впоследствии тоже стал поэтом и музыкантом.
После рождения Евгения Светлана запретила упоминать в доме имя бывшего мужа. Как пишут биографы Кормильцева, вместо отца Илью воспитала огромная библиотека в доме деда, которая была полна коллекционных изданий и книг на иностранных языках, она в значительной мере сформировала его интеллектуально. Бабушка Кормильцева Галина Константиновна — немка-протестантка — даже в разгар репрессий открыто заявляла, что «ненавидит советскую власть» (однажды она рассказала внуку, что в молодости в неё был тайно влюблён маршал Жуков, который часто бывал у Кормильцевых в годы командования Уральским военным округом. Спустя годы он прислал ей в подарок подписанную книгу мемуаров с дарственной подписью). Светлана, однако, была убеждённой коммунисткой и пыталась растить из сына «строителя коммунистического общества», что вызывало у него сильное отторжение. После второго брака матери у Ильи появилась сестра Ксения.
Кормильцев закончил английскую спецшколу № 70. По воспоминаниям одноклассников и друзей, уже в 12 лет он был «ходячей энциклопедией», пробовал делать собственные переводы Шекспира и усиленно учил иностранные языки. Тогда же в его характере ярко проявился нонконформизм, который впоследствии определит всю жизнь Кормильцева: по рассказам сестры, если Илье задавали написать сочинение о Ленине, через неделю учитель звонил их матери и говорил: «работа прекрасная, но о Шекспире!» При явном таланте к языкам Кормильцев глубоко увлекался химией — он выиграл несколько школьных олимпиад, а весной 1974 года занял призовое место на всесоюзной олимпиаде в Донецке. Поступив на химический факультет Ленинградского государственного университета, после первого курса Кормильцев перевёлся в Уральский государственный университет, где в 1981 году получил диплом по специальности «химия». Некоторое время после окончания вуза он подрабатывал техническим переводчиком. Первый поэтический перевод Кормильцева был опубликован в журнале «Иностранная литература» ещё в 1977 году.
С 1981 года Илья Кормильцев стал основным автором текстов группы «Урфин Джюс». Он также писал для Егора Белкина и Насти Полевой, групп «Кунсткамера», «Коктейль» и «Внуки Энгельса». К 1983 году, когда он познакомился с Вячеславом Бутусовым и Дмитрием Умецким, Кормильцев уже имел значительный «вес» в Свердловском рок-клубе. По предложению Бутусова и Умецкого он стал постоянным автором «Наутилуса». Песни, написанные Кормильцевым, вывели группу в звёзды русского рока, её альбом «Разлука» 1986 года называется в числе лучших записей своего времени. Параллельно Кормильцев занимался археологией, работал переводчиком с итальянского и ездил с итальянскими спелеологами в Таджикистан. К тому моменту, помимо английского и итальянского, он уже владел польским, французским, немецким и хорватским языками.
В 1990 году вышел поэтический сборник Кормильцева «Скованные одной цепью», оформленный рисунками Вячеслава Бутусова. В 1992 году Илья переехал в Москву и начал работать как переводчик, продолжая вместе с Бутусовым записывать новый материал для «Наутилуса». Вплоть до конца 1990-х годов Кормильцеву приходилось выступать в роли продюсера группы и решать её финансовые вопросы. На волне перестройки в 1989 году «Наутилус» наградили премией Ленинского комсомола, от которой Кормильцев отказался.
В 1997 году Бутусов распустил «Наутилус» «из-за исчерпания проекта». Распад группы, по словам её бывших членов и их окружения, был крайне болезненным для всех участников. Кормильцев, однако, и сам чувствовал, что состоялась смена эпох, и для нового времени нужны новые выразительные средства и формы. В 1997 году был опубликован кормильцевский перевод романа «Пока мы лиц не обрели» Клайва Льюиса, написанный им ещё в 1980-х годах. По приглашению Ольги Суровой Кормильцев прочёл на филфаке МГУ спецкурс по русской рок-поэзии, где разбирал произведения Александра Башлачёва, Егора Летова, Дмитрия Ревякина и других авторов. По воспоминаниям студентов, когда Кормильцев спросил, сколько из них слушает группу «Мумий Тролль», на гробовую тишину в зале он выдержал театральную паузу и спросил: «А кому тогда они втюхали два миллиона пластинок?»
Как признаётся Олег Сакмаров, в конце 1990-х он «открыл» для Кормильцева мир «кислотного андерграунда», и Илья, который раньше только «пил водку и смотрел итальянское кино», стал красить волосы в оранжевый цвет и ходить на рейвы в изменённом состоянии сознания. Вскоре в феврале 1997 года Кормильцев и Олег Сакмаров основали электронный проект «Чужие». По воспоминаниям Александра Кушнира, в студию они превратили двухкомнатную квартиру на Нахимовском проспекте, а записывались на четырёхканальной японской портастудии, которую купили у двух дипломатов ещё в 1984 году. Тогда, чтобы набрать на неё деньги, отнесли в ломбард «золото и драгоценные камни всех его [Кормильцева] друзей, знакомых, жён и девушек друзей и даже тёщи (без её ведома)». В результате «Чужие» ни разу не выступили с концертом и записали только два альбома («Химический ангел» и «Подполье»), которые, тем не менее, были признаны одними из лучших в российской электронной музыке и опередил своё время: только спустя 7 лет нечто подобное записал Борис Гребенщиков в альбоме «Беспечный русский бродяга».
В 1998 году Кормильцев женился в третий раз, его супругой стала Алеся Маньковская, вскоре на свет появилась дочь Каролина. Алеся Маньковская также записывала голос для альбома проекта «Чужие», позже присоединившись к нему в качестве третьей участницы. В 2002-м году Илья и Алеся создали совместный проект «Opera Mechanika» («Операмеханика»). От первой жены Светланы у Кормильцева был сын Станислав, который стал программистом, а от второй супруги — Марины — родились Игнат и Елизавета, которые вместе с матерью жили в Екатеринбурге.

### Литературная деятельность
В начале 2000-х годов Кормильцев закончил период рок-музыки в своей жизни и сосредоточился на литературе. Он сотрудничал с журналом «Иностранная литература», в его переводах опубликованы сказки Джона Толкина, рассказы Джеймса Балларда, Роальда Даля, Ирвина Уэлша, романы Гилберта Адэра, Фредерика Бегбедера, Уильяма Берроуза, Ричарда Бротигана, Ника Кейва, Клайва Льюиса, Чака Паланика, Брета Истона Эллиса, пьесы Тома Стоппарда, поэзия Мишеля Уэльбека и многие другие произведения.
С середины 2000-х Кормильцев начал пробовать себя как издатель. Некоторое время он курировал книжную серию «Иностранки» «За иллюминатором», в которой оперативно выходили переводы романов современных зарубежных писателей. В 2003 году Кормильцев возглавил издательство «Ультра.Культура», специализировавшееся на публикации радикальных и контркультурных текстов. Первым изданием стала автобиография Эдуарда Лимонова «В плену у мертвецов», текст которой он передал из стен Лефортовской тюрьмы. Уже одно из первых изданий Ультра Культуры — роман московского НС-скинхеда Дмитрия Нестерова «Скины: Русь пробуждается» — привела к разрыву с «Иностранкой». Кормильцев, тем не менее, продолжил издавать острые, противоречивые художественные и документальные книги о различных аспектах жизни современного общества. Благодаря свободному владению иностранными языками, Кормильцев посещал книжные выставки по всему миру и покупал права на издание книг, которые вскоре становились культовыми. Авторы «Ультра.Культуры» представляли самый широкий спектр взглядов: от крайне левых (Субкоманданте Маркос) до ультраправых (Эндрю Макдоналд), в издательстве выходили биографии, философские трактаты, поэтические сборники битников и современных авторов. «Ультра. Культура» постоянно находилась в центре скандалов: власти выдвигали против неё обвинения в экстремизме, пропаганде наркотиков и распространении порнографии. При этом сам Кормильцев не был сторонником «вседозволенности» и неоднократно выступал в поддержку введения возрастных ограничений на подобную литературу.
Миссию «Ультра. Культуры» Кормильцев описывал как задачу подлинного либерализма — дать голос тем «альтернативным взглядам на мир, которые долго оказывались в зоне молчания», даже если они противоречат его собственным убеждениям. Книги, которые выходили в издательстве, иногда описывали как «неприятные, но необходимые для мыслящего общества». Большинство бывших коллег по музыкальному цеху негативно оценивали деятельность издательства Кормильцева, в частности, Дмитрий Умецкий писал, что получил от Кормильцева свежевыпущенную книгу «Отсос» (перевод новеллы Стюарта Хоума) из-за названия даже читать не стал, а поставил пылиться на полку, а Бутусов, разрешив продавать её перед концертом к 35-му юбилею «Наутилуса», запретил продажи буквально за час до начала.
В 2006 году вышли новый сборник стихотворений Кормильцева и книга прозы «Никто из ниоткуда».
Также в 2006 году Илья Кормильцев написал сборник мемуаров, который назвал «Великое рок-н-ролльное надувательство — 2», делая аллюзию на английский музыкальный фильм «Великое рок-н-ролльное надувательство». Сначала это была серия колонок для издания «Агентство политических новостей», затем оформлена как отдельная работа. В ней Кормильцев рассуждает о том, как государственные власти РФ использовали советских рок-музыкантов для достижения своих целей. В английском фильме рассказывается о похожих процессах на Западе, и поэтому Кормильцев назвал свой текст аналогичным названием.

## Болезнь и смерть

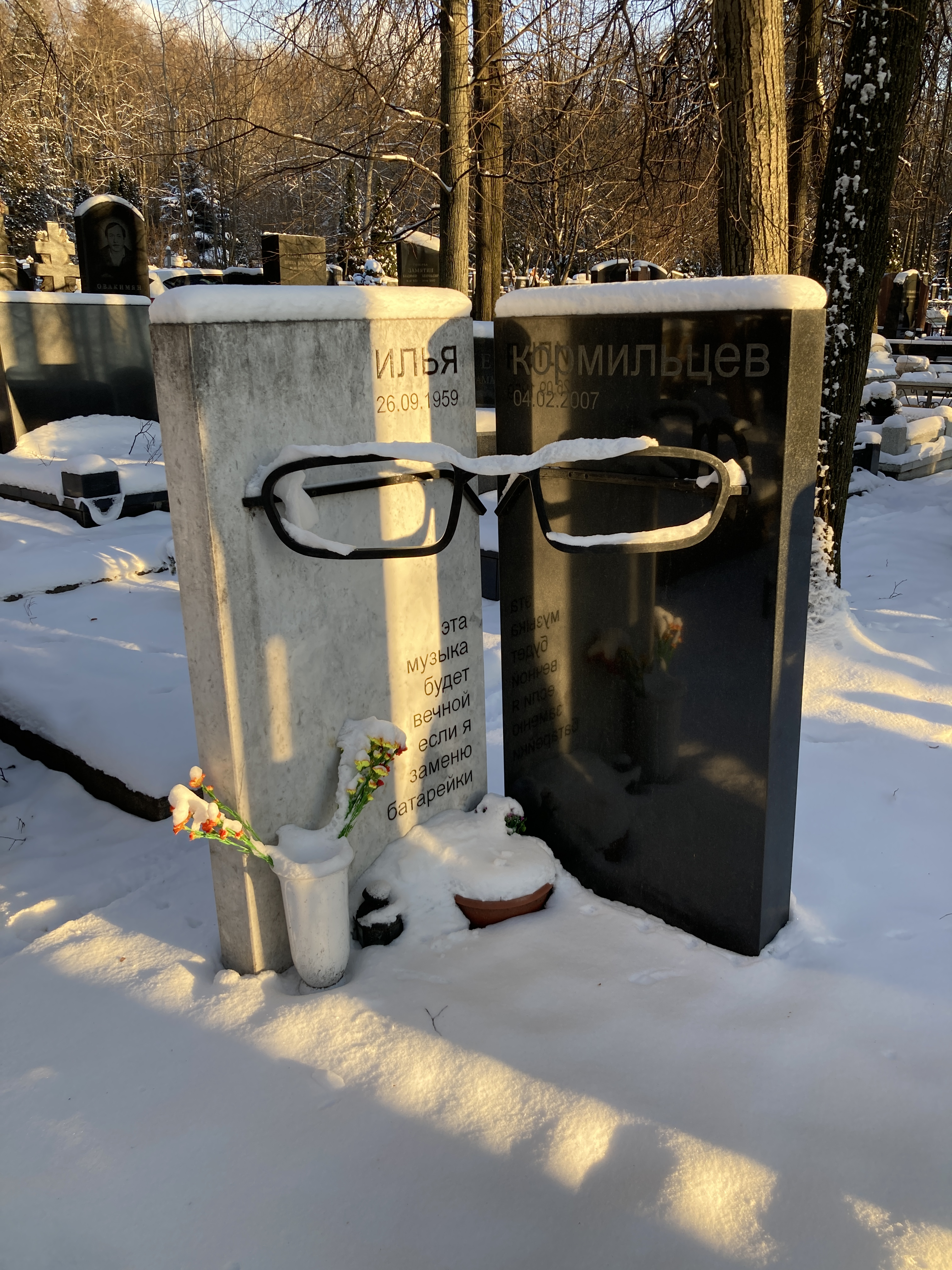
Могила Ильи Кормильцева на Троекуровском кладбище

В середине 2006 года Кормильцев переехал в Великобританию: Маньковская тогда училась в Тринити-колледже, она записала Каролину в английскую школу, девочка к тому моменту некоторое время прожила у родственников в Минске. Кормильцев вылетел из Москвы в Беларусь, забрал дочь, и семья воссоединилась в Лондоне. Сам он в Великобритании планировал работать и восстановить своё издательство, мечтал преподавать. Семья жила впроголодь, на долги, даже телефонный счёт за звонки в Москву Кормильцев не смог оплатить сам, его выручили Лёва и Шура из Би-2.
К тому моменту Кормильцев уже неоднократно жаловался друзьям и супруге на боли в пояснице, однако наотрез отказывался от традиционного лечения. 22 января 2007 года был поставлен диагноз: злокачественная опухоль позвоночника в четвёртой неоперабельной стадии. По прогнозу врачей, Кормильцеву оставалось жить не больше нескольких недель.
Друзья семьи стали связываться со СМИ и организовали всероссийский сбор средств на лечение, первую сумму в 15000 фунтов дал Роман Абрамович, старый фанат «Наутилуса». Кормильцева перевели в отделение физиотерапии хосписа «St. Christopher», за ним ухаживали Александр Гунин, Мириам Франк и Илья Пономарёв, который привёз из Москвы первые собранные на лечение деньги. После многодневных переговоров с Королевской больницей Масден Кормильцева удалось перевести туда. В последние дни шла речь о том, чтобы перевезти его в Хьюстон, самолёт для транспортировки обещал предоставить Борис Березовский. Однако Кормильцеву было уже так плохо, что он с трудом говорил. 4 февраля 2007 года в 10 утра по местному времени Кормильцев скончался на 48-м году жизни. Незадолго до этого стало известно о закрытии его издательства «Ультра.Культура».
Похороны Кормильцева состоялись 9 февраля 2007 года на Троекуровском кладбище в Москве, участок 10а. Проводить поэта в последний путь пришли многие известные литераторы, музыканты, художники. В своей прощальной речи поэт и писатель Дмитрий Быков сказал: «Кормильцев всем доказал ещё при жизни, что он достоин продолжить ряд великих русских поэтов. Для этого нужно, чтобы твои стихи ушли в народ и стали частью его речи. И это случилось, когда ему не было ещё тридцати». Вячеслава Бутусова на похоронах не было.
В 2007 году вышел фильм Валерия Пендраковского «Бегущая по волнам» по одноимённому роману Александра Грина. Для фильма в 2005 году группа «Кипелов» записала песню «Талисман (Чёрный ангел)» на музыку бывшего участника группы «Nautilus Pompilius» Дмитрия Умецкого и композитора Юрия Чернавского, стихи Ильи Кормильцева.

## Личность и взгляды
Друзья, семья и коллеги Кормильцева описывали его как воплощение нон-конформизма, человека, который обладал ни с кем не сравнимой внутренней свободой. Про него как мало про кого другого можно сказать «жил быстро, умер молодым». Сам Кормильцев говорил:

человек должен 90 лет прожить так, как будто ему всё время 18.

Всю жизнь находясь в духовном поиске, Кормильцев изучал восточные религии, в 1995 году крестился по православному обряду (его крёстной матерью стала переводчик Наталья Трауберг), а в последние годы он увлёкся исламом. По свидетельствам родственников и друзей, которые были рядом в последние дни перед смертью, Кормильцев принял ислам, в больнице совершал шахады, и был похоронен в саване, лицом к Мекке.
Илья Кормильцев был нетерпим к любому конформизму. Своими резкими высказываниями в Живом журнале он навлёк на себя множество негативных комментариев со стороны русских националистов, обвинивших его в русофобии. Однако позже Кормильцев пояснил, что под «русскими» он имел в виду «ярых имперцев», тех, кто ненавидит «всё, что дышит духом личности и свободы», почему он оскорбил русских, он не объяснил..
После того, как летом 2006 года Вячеслав Бутусов выступил перед активистами движения «Наши», Кормильцев обратился с открытым письмом в адрес музыканта, в котором, в частности, заявил: «Я не хочу, чтобы наёмные гопники, оттягивающиеся за счёт налогоплательщиков, внимали стихам, которые я писал сердцем и кровью». По словам самого Бутусова, они с Кормильцевым помирились перед его смертью.

## Память
22 ноября 2007 года поэту был посмертно присуждён специальный приз премии «Большая книга» «За честь и достоинство». В конце ноября того же года в рамках девятой международной книжной выставки non/fiction прошла презентация новой литературной премии имени Ильи Кормильцева. Идея учредить такую награду принадлежала редактору издательства «Ультра. Культура» Владимиру Харитонову, в экспертный совет премии в основном вошли друзья покойного поэта. По словам одного из учредителей, главного редактора издательства «Кислород» Владимира Семергея, претендовать на награду смогут прежде всего радикальные авторы, представляющие альтернативу культурному мейнстриму. Премию планируется вручать ежегодно в день рождения Кормильцева — 26 сентября.
26 сентября 2008 года, в день рождения поэта, в Лондоне в сквере Линкольнз-Инн-Филдс по соседству с Британским музеем была установлена мемориальная скамейка памяти Ильи Кормильцева.
26 сентября 2009 года в клубе «Б2» состоялся литературно-музыкальный вечер памяти Ильи Валерьевича Кормильцева, организованный по инициативе Олега Сакмарова и певицы Татьяны Зыкиной. В тот же день состоялось открытие памятника работы художника Александра Коротича на могиле Кормильцева на Троекуровском кладбище.
2 февраля 2012 года на сайте OpenSpace.ru состоялась премьера документального фильма об Илье Кормильцеве «Зря ты новых песен…» режиссёров Александра Рожкова и Олега Раковича.
В 2014 году екатеринбургский гражданский Сенат присвоил Кормильцеву звание «Почётный гражданин Екатеринбурга».
26 сентября 2015 года ко дню рождения Ильи Кормильцева на здании химфака УГУ была установлена мемориальная доска в его память.
Летом 2015 года по инициативе Антона Бакова в посёлке Косулино под Екатеринбургом появилась улица «набережная Ильи Кормильцева», а в 2018 году власти Екатеринбурга объявили, что в честь Кормильцева назовут аллею.
13 февраля 2016 года Илье Кормильцеву была посмертно присуждена Премия хит-парада «Нашего радио» «Чартова дюжина» за вклад в развитие российской рок-музыки.
Кормильцеву посвящены песни «Порвали мечту» группы «Агата Кристи», «Не имеет значения» группы «Чёрный обелиск». 1 декабря 2016 года вышел клип группы «Би-2» «Птица на подоконнике», посвящённый памяти Ильи Кормильцева. В записи также приняли участие Диана Арбенина, Владимир Шахрин, Найк Борзов, Настя Полева, Мария Тотибадзе и другие.
22 февраля 2017 года состоялся релиз альбома «Иллюминатор» — сборника песен на стихи Ильи Кормильцева, а в ноябре 2017 вышла книга Александра Кушнира «Кормильцев. Космос как воспоминание». Презентация прошла в рамках 19-й Международной ярмарки интеллектуальной литературы non/fiction.
1 июля 2020 года на мусульманском youtube-канале «Алиф» был опубликован короткометражный документальный фильм «Последний знаменитый русский поэт умер мусульманином», рассказывающий о симпатиях Кормильцева к исламу.

## Сочинения
- Кормильцев И. Скованные одной цепью. Стихи / Рис. С. Бутусова. — М.: Советская эстрада и цирк, 1990. — 64 с.
- Бутусов В., Кормильцев И. Песни группы Nautilus Pompilius. Книга 1 / Авт. сл. И. Кормильцев; Нот. запись А. Мурашов и Е. Архангельский. — М.: Светоч-Л, 2000. — 64 с. — ISBN 5-93022-004-2.
- Бутусов В., Кормильцев И. Песни группы Nautilus Pompilius. Книга 2 / Авт. сл. И. Кормильцев; Нот. запись А. Мурашов и Е. Архангельский. — М.: Светоч-Л, 2000. — 64 с. — ISBN 5-93022-007-7.
- Кормильцев И. Никто из ниоткуда. Сценарий, стихи, рассказы. — М.: Открытый мир, 2006. — 304 с. — 3000 экз. — ISBN 5-9743-0016-5.
- Кормильцев И. Собрание сочинений в 3-х томах. — Екб.: Кабинетный учёный, 2017. — 1906 с. — 1000 экз. — ISBN 978-5-7584-0251-1.

## Переводы
Отсортированы по авторам. В скобках указаны место и год первой публикации, а также язык оригинала, если он отличен от английского.
- Гилберт Адэр: романы «Любовь и смерть на Лонг-Айленде» и «Мечтатели» (М.: Иностранка, БСГ-Пресс, 2002).
- Фредерик Бегбедер: роман «Каникулы в коме» (с французского, М.: Иностранка, 2002).
- Уильям Берроуз: романы «Пространство мёртвых дорог» (М.: Ультра. Культура, T-ough Press, 2004) и «Западные земли» (М.: АСТ, T-ough Press, 2005).
- Фредерик Браун: рассказ «Не оглядывайся» (М.: Росмэн, 2004)
- Ричард Бротиган: роман «Ловля Форели в Америке» (журнал «Урал», № 6, 2001) и сборник «Месть лужайки» (совместно с Ш. Валиевым; М.: Иностранка, БСГ-Пресс, 2002).
- Луи де Берньер: рассказ «Клад Мамаситы» (журнал «Иностранная литература», № 12, 2003).
- Аллен Гинзберг: поэма «Вопль»; стихотворения «В Сиэтле полдень», «Любовное стихотворение на тему Уитмена», «Ракета», «Взаправдашний лев» (М.: Ультра. Культура, 2004).
- Роберт ван Гулик: роман «Убийство по-китайски: Лабиринт» (М.: Иностранка, 2001).
- Габриеле д’Аннунцио: речь, произнесённая с балкона Капитолия 17 мая 1915 года (с итальянского, журнал «Иностранная литература», № 11, 1999).
- Лерой Джонс: стихотворения «Удолбанный запад» и «Кто взорвал Америку» (М.: Ультра. Культура, 2004).
- Ник Кейв: роман «И узре ослица Ангела Божия» (М.: Иностранка, БСГ-Пресс, 2001), песни и короткая проза из сборников «Король Чернило» (М.: Ультра. Культура, 2004) и «Король Чернило II» (М.: Ультра. Культура, 2005).
- Джек Керуак: «Из „Блюза Мехико-Сити“: 21-й хор» (М.: Ультра. Культура, 2004).
- Оуэн Колфер: роман «Четыре желания» (М.: Иностранка, 2003).
- Грегори Корсо: стихотворения «Последний гангстер», «Мне 25» и «Год в разлуке» (М.: Ультра. Культура, 2004).
- Ежи Косинский: романы «Ступени» и «Чёртово колесо» (М.: БСГ-Пресс, 2001), повесть «Садовник» (журнал «Иностранная литература», № 10, 1997), а также «По поводу „Раскрашенной птицы“: заметки автора» ("Иностранная литература, № 3, 1999).
- Алистер Кроули: статья «Кокаин» («Митин журнал», № 60, 2002).
- Филипп Ламантиа: стихотворения «Проводимость ужаса», «Засада», «Я же честно предупредил», «Между мной и тем что я вижу дистанция», «Русалки явились в пустыню», «Человек в страдании» (М.: Ультра. Культура, 2004).
- Саймон Логан: сборник рассказов «i-o» (Екатеринбург: У-Фактория, 2007).
- Клайв С. Льюис: роман «Пока мы лиц не обрели» (журнал «Иностранная литература», № 1, 1997).
- Филип Макдональд: рассказ «Наши пернатые друзья» (Свердловск: МИКС, 1991).
- Пол Остер: роман «Тимбукту» (журнал «Иностранная литература», № 8, 2001).
- Чак Паланик: роман «Бойцовский клуб» (М.: АСТ, 2001).
- Том Стоппард: пьесы «Травести, или Комедия с переодеваниями» (журнал «Иностранная литература», № 12, 2000), «День и ночь» (М.: Иностранка, БСГ-Пресс, 2002) и «Художник, спускающийся по лестнице» (М.: Иностранка, 2006).
- Уильям Сэнсом: рассказ «Вертикальная лестница» (Свердловск: МИКС, 1991).
- Джон Толкин: сказки «Кузнец из Большого Вуттона» и «Явление Туора в Гондолин» (Л.: Северо-Запад, 1991) и «Фермер Джайлс из Хэма» (Екатеринбург: Уральский рынок, 1993).
- Ирвин Уэлш: роман «На игле» (с англ. и шотландского, М.: АСТ, 2002) и рассказ «Вечеринка что надо» (журнал «Иностранная литература», № 4, 1998).
- Мишель Уэльбек: стихотворения из сборников «Погоня за счастьем» и «Смысл борьбы» (с французского, М.: Иностранка, 2005).
- Роберт Уэстол: рассказы «Автостопом» и «Фред, Элис и тётушка Лу» (Свердловск: МИКС, 1991).
- Мишель Фейбер: романы «Побудь в моей шкуре» (М.: Иностранка, 2003) и «Квинтет „Кураж“» (М.: АСТ, 2005), рассказы «Нина и её рука» и «Овцы» (журнал «Иностранная литература», № 6, 2005).
- Лоуренс Ферлингетти: стихотворение «Пёс» (М.: Ультра. Культура, 2004).
- Стюарт Хоум: роман «Встан(в)ь перед Христом и убей любовь» (М.: АСТ, 2004) и «Предисловие к русскому изданию „Манифестов неоистов“» (mitin.com, 2001).
- Брет Истон Эллис: роман «Гламорама» (М.: Торнтон и Сагден, 2004).